# Paola Hibernians FC en competiciones de la UEFA
El Paola Hibernians FC disputó su primer torneo europeo en el año 1961, convirtiéndose en el primer equipo de Malta en participar en un torneo continental, sumando más de 20 participaciones y más de 60 partidos en UEFA, jugando cada uno de los torneos de clubes que se han disputado en el continente, pero solo en cuatro ocasiones han superado la primera ronda.
En su recorrido continental se han enfrentado a equipos importantes del continente como Manchester United FC, FC Barcelona, Real Madrid CF, Atlético de Madrid, Steaua de Bucarest, Sporting Braga, RC Strasbourg y Boavista FC.

## Participaciones

### UEFA Cup Winners' Cup
| Temporada | Ronda          | Club               | Casa | Visita | Global |
| --------- | -------------- | ------------------ | ---- | ------ | ------ |
| 1962-63   | Preliminar     | Olympiacos Piraeus | x-x  | x-x    | w/o    |
|           | 1              | Atlético Madrid    | 0-1  | 0-4    | 0-5    |
| 1970-71   | 1              | Real Madrid CF     | 0-0  | 0-5    | 0-5    |
| 1971-72   | Preliminar     | KF                 | 3-0  | 0-2    | 3-2    |
|           | 1              | Steaua Bucureşti   | 0-0  | 0-1    | 0-1    |
| 1980-81   | 1              | Waterford FC       | 1-0  | 0-4    | 1-4    |
| 1997-98   | Clasificatoria | ÍBV                | 0-1  | 0-3    | 0-4    |
| 1998-99   | Clasificatoria | Amica Wronki       | 0-1  | 0-4    | 0-5    |

### UEFA Intertoto Cup
| Temporada | Ronda    | Club                      | Casa | Visita | Global   |
| --------- | -------- | ------------------------- | ---- | ------ | -------- |
| 1996      | Grupo 11 | FC Uralmash Yekaterinburg | 1-2  |        | 5º Lugar |
| 1996      | Grupo 11 | CSKA                      |      | 1-4    | 5º Lugar |
| 1996      | Grupo 11 | RC Strasbourg             | 0-2  |        | 5º Lugar |
| 1996      | Grupo 11 | Kocaelispor               |      | 3-5    | 5º Lugar |
| 2001      | 1        | Zagłębie Lubin            | 1-0  | 0-4    | 1-4      |
| 2003      | 1        | AC Allianssi              | 1-1  | 0-1    | 1-2      |
| 2004      | 1        | NK Slaven Belupo          | 2-1  | 0-3    | 2-4      |
| 2008      | 1        | ND Gorica                 | 0-3  | 0-0    | 0-3      |

### UEFA Cup/UEFA Europa League
| Temporada | Ronda            | Club                   | Casa | Visita | Global    |
| --------- | ---------------- | ---------------------- | ---- | ------ | --------- |
| 1968-69   | 1                | Aris Salónica          | 0-6  | 0-1    | 0-7       |
| 1974-75   | 1                | FC Amsterdam           | 0-7  | 0-5    | 0-12      |
| 1976-77   | 1                | Grasshopper FC         | 0-2  | 0-7    | 0-9       |
| 1978-79   | 1                | SC Braga               | 3-2  | 0-5    | 3-7       |
| 1986-87   | 1                | PFC Botev Plovdiv      | 0-2  | 0-8    | 0-10      |
| 1990-91   | 1                | FK Partizan            | 0-3  | 0-2    | 0-5       |
| 1994-95   | Preliminar       | FC Dinamo Minsk        | 4-3  | 1-3    | 5-6(t.e.) |
| 1995-96   | Preliminar       | FC Chernomorets Odessa | 2-5  | 0-2    | 2-7       |
| 2005-06   | Clasificatoria 1 | AC Omonia              | 0-3  | 0-3    | 0-6       |
| 2006-07   | Clasificatoria 1 | Dinamo Bucureşti       | 0-4  | 1-5    | 1-9       |
| 2007-08   | Clasificatoria 1 | FK Vojvodina           | 0-2  | 1-5    | 1-7       |
| 2012-13   | Clasificatoria 1 | FK Sarajevo            | 4-4  | 2-5    | 6-9       |
| 2013-14   | Clasificatoria 1 | FK Vojvodina           | 2-3  | 1-4    | 3-7       |
| 2014-15   | Clasificatoria 1 | FC Spartak Trnava      | 2-4  | 0-5    | 2-9       |
| 2016-17   | Clasificatoria 1 | FC Spartak Trnava      | 0-3  | 0-3    | 0-6       |
| 2019-20   | Clasificatoria 1 | Shakhtyor Soligorsk    | 0-1  | 0-1    | 0-2       |
| 2020-21   | Clasificatoria 1 | Vaduz                  | -    | 2-0    | 2-0       |
| 2020-21   | Clasificatoria 2 | Fehérvár               | 0-1  | -      | 0-1       |

### UEFA Champions League
| Temporada | Ronda            | Club                | Casa | Visita | Global |
| --------- | ---------------- | ------------------- | ---- | ------ | ------ |
| 1961-62   | Preliminar       | Servette FC         | 1-2  | 0-5    | 1-7    |
| 1967-68   | 1                | Manchester United   | 0-0  | 0-4    | 0-4    |
| 1969-70   | 1                | FC Spartak Trnava   | 2-2  | 0-4    | 2-6    |
| 1979-80   | 1                | Dundalk FC          | 1-0  | 0-2    | 1-2    |
| 1981-82   | 1                | Red Star Belgrade   | 1-2  | 1-8    | 2-10   |
| 1982-83   | 1                | Widzew Łódź         | 1-4  | 1-3    | 2-7    |
| 2002-03   | Clasificatoria 1 | Shelbourne FC       | 2-2  | 1-0    | 3-2    |
|           | Clasificatoria 2 | Boavista FC         | 3-3  | 0-4    | 3-7    |
| 2009-10   | Clasificatoria 1 | Mogren              | 0-2  | 0-4    | 0-6    |
| 2015-16   | Clasificatoria 1 | Maccabi Tel Aviv FC | 2-1  | 1-5    | 3-6    |
| 2017-18   | Clasificatoria 1 | FCI Tallinn         | 2-0  | 1-0    | 3-0    |
| 2017-18   | Clasificatoria 2 | Red Bull Salzburg   | 0-3  | 0-3    | 0-6    |
| 2021-22   | Clasificatoria 1 | Flora Tallin        | 0-3  | 0-2    | 0-5    |
| 2022-23   | Clasificatoria 1 | Shamrock Rovers     | 0-0  | 0-3    | 0-3    |

### UEFA Europa Conference League
| Temporada | Ronda            | Club    | Casa | Visita | Global      |
| --------- | ---------------- | ------- | ---- | ------ | ----------- |
| 2021-22   | Clasificatoria 2 | Folgore | 4–2  | 3–1    | 7–3         |
| 2021-22   | Clasificatoria 3 | Riga FC | 1–4  | 1–0    | 2–4 (t. s.) |

## Récord Europeo
| Torneo               | J  | G  | E | P  | GF | GC  |
| -------------------- | -- | -- | - | -- | -- | --- |
| Champions Cup/League | 18 | 4  | 3 | 11 | 14 | 41  |
| Fairs Cup/Uefa Cup   | 24 | 2  | 0 | 22 | 12 | 89  |
| Cup Winners' Cup     | 14 | 2  | 2 | 10 | 4  | 26  |
| Intertoto Cup        | 12 | 2  | 2 | 8  | 9  | 26  |
| Total                | 68 | 10 | 7 | 51 | 39 | 182 |